# Phyllagathis ternata
Phyllagathis ternata är en tvåhjärtbladig växtart som beskrevs av Chieh Chen. Phyllagathis ternata ingår i släktet Phyllagathis och familjen Melastomataceae. Inga underarter finns listade i Catalogue of Life.